# De oude muzikant (lied)
De oude muzikant is een lied gezongen door Ben Cramer en gecomponeerd door Pierre Kartner. Het lied is de Nederlandse inzending voor het Eurovisiesongfestival van 1973. Het werd uit vier liedjes, alle gezongen door Cramer, verkozen tijdens het Nationaal Songfestival 1973 als vertegenwoordiging op het Eurovisiesongfestival. In het lied wordt een Parijse muzikant beschreven die in het verleden veel bekendheid genoot en rijk was, maar is afgegleden tot het niveau van een anonieme straatmuzikant. Cramer werd op het podium begeleid door een accordeon (naast een aantal andere instrumenten), die ook terugkomt in de tekst. Het arrangement was van Harry van Hoof.
De inzending kwam als dertiende op de avond op, en werd gewaardeerd met slechts 69 punten, wat resulteerde in een 14e plaats (met 17 deelnemers). De bijbehorende single werd uitgegeven door het platenlabel van Kartner Elf Provinciën. Kennelijk had men veel vertrouwen in dit liedje, want via Philips Records werden opnamen uitgebracht in het:
- Engels: The old street musician/Sylvia come dance with me, op de Spaanse persing aangeduid als El Viejo Músico Callejero respectievelijk Sylvia Baila Conmigo.
- Frans: Pour etre vraiment sincère/Je t’emmène a la fête
- Duits: Der alte Musikant/Komm Sylvia, tanz mit mir

Alle vier de liedjes van het nationale festival verschenen op single. Er is dus de combinatie De oude muzikant/Kom Sylvia dans met mij en de combinatie Kom met me mee/Melodie. Kom Sylvia dans met mij is geschreven door Jacques Zwart en Frans Peters en gearrangeerd door Cees Bruyn. Kom met me mee is van Clous van Mechelen en Melodie is van Cramer zelf.

## Hitnotering

### Nederlandse Top 40
| Positie: | 24 | 17 | 13 | 14 | 17 | 25 | 33 | 33 | 40 | uit |

### NederlandseDaverende 30
| Positie: | 28 | 11 | 19 | 25 | 30 | uit |

### BelgischeBRT Top 30
| Positie: | 20 | 22 | 29 | 26 | uit |

### VlaamseUltratop 30
| Positie: | 27 | 22 | 19 | 18 | 21 | 23 | uit |

1956: De vogels van Holland / Voorgoed voorbij · 1957: Net als toen · 1958: Heel de wereld · 1959: 'n Beetje · 1960: Wat een geluk · 1961: Wat een dag · 1962: Katinka · 1963: Een speeldoos · 1964: Jij bent mijn leven · 1965: 't Is genoeg · 1966: Fernando en Filippo · 1967: Ring-dinge-ding · 1968: Morgen · 1969: De troubadour · 1970: Waterman · 1971: Tijd · 1972: Als het om de liefde gaat · 1973: De oude muzikant · 1974: Ik zie een ster · 1975: Ding-a-dong · 1976: The party's over · 1977: De mallemolen · 1978: 't Is O.K. · 1979: Colorado · 1980: Amsterdam · 1981: Het is een wonder · 1982: Jij en ik · 1983: Sing me a song · 1984: Ik hou van jou · 1986: Alles heeft ritme · 1987: Rechtop in de wind · 1988: Shangri-la · 1989: Blijf zoals je bent · 1990: Ik wil alles met je delen · 1992: Wijs me de weg · 1993: Vrede · 1994: Waar is de zon · 1996: De eerste keer · 1997: Niemand heeft nog tijd · 1998: Hemel en aarde · 1999: One good reason · 2000: No goodbyes · 2001: Out on my own · 2003: One more night · 2004: Without you · 2005: My impossible dream · 2006: Amambanda · 2007: On top of the world · 2008: Your heart belongs to me · 2009: Shine · 2010: Ik ben verliefd (sha-la-lie) · 2011: Never alone · 2012: You and me · 2013: Birds · 2014: Calm after the storm · 2015: Walk along · 2016: Slow down · 2017: Lights and shadows · 2018: Outlaw in 'em · 2019: Arcade · 2020: Grow · 2021: Birth of a new age · 2022: De diepte · 2023: Burning daylight · 2024: Europapa